# Fulvio Varljen
Fulvio Varljen, riportato talora come Fulvio Varglien (Fiume, 3 gennaio 1936 – Trieste, 7 giugno 2021), è stato un calciatore e allenatore di calcio italiano, di ruolo centrocampista.
Giocò in Serie A con la Triestina e il Talmone Torino.

## Biografia
Secondo quanto dichiarato dal calciatore, il cognome originario della famiglia era "Varglien" ma venne slavizzato in "Varljen" dall'anagrafe di Fiume. Anche il fratello Adriano subì la stessa sorte mentre il cognome del terzo fratello, Tullio, rimase inalterato poiché si sposò col certificato di nascita della chiesa.

## Carriera
Nato mezzala mancina, fa il suo esordio in Serie A come mediano sinistro a 18 anni, nella stagione 1954-1955, contro la Roma; nella stessa annata scende in campo contro l'Inter. Nel campionato 1955-1956 viene schierato in tre gare, contro il Lanerossi Vicenza, la SPAL e la Roma.
L'anno successivo va in prestito al Pro Gorizia per poi ritornare alla Triestina in Serie B. Ritorna in Serie A dopo aver vinto il campionato di 1957-1958 e viene ceduto definitivamente al Talmone Torino, in Serie A, nella stagione 1958-1959, disputando 12 partite, più 7 di Coppa Italia da centromediano, nell'annata che vede la prima retrocessione della storia dei granata.
Nel torneo 1959-1960 viene mandato in prestito alla Triestina, anch'essa scesa fra i cadetti, in cambio di Sergio Santelli, disputando 37 partite da centromediano sfiorando la promozione in Serie A per un punto. Viene poi convocato dal Torino, di ritorno in Serie A, per il ritiro estivo, ma il giocatore scelse di andare a giocare nel Livorno, in Serie C. Il cambio avvenne con il terzino Mauro Lessi che interessava ai piemontesi.
In Toscana, nei quattro anni di Serie C disputa 133 partite mancando solo in 4 occasioni, venendo confermato al rientro di Mauro Lessi dal Torino nel ruolo di capitano per volere dello stesso Lessi; in maglia amaranto giocò nei ruoli di centromediano, mediano, stopper e libero realizzando anche 3 reti, di cui la terza nel giorno in cui il club viene promosso in Serie B al termine della stagione Serie C 1963-1964.
Disputa coi labronici anche il campionato di Serie B 1964-1965 (14 presenze in campionato), quindi passa al Trani, con cui disputa il campionato di Serie B 1965-1966 (ultimo finora disputato dai pugliesi fra i cadetti) e uno di Serie C. Conclude la carriera con tre stagioni di Serie D col Pordenone.
In carriera ha totalizzato complessivamente 17 presenze in Serie A e 120 presenze e 2 reti in Serie B.

## Palmarès

### Club

#### Competizioni nazionali
- Serie B: 1

Triestina: 1957-1958